# Marcel Flouret
Pour les articles homonymes, voir Flouret.
Marcel Flouret, né le 29 mars 1892 à Bergerac (Dordogne) et mort le 29 novembre 1971 à Fontainebleau (Seine-et-Marne) est un résistant, haut fonctionnaire et dirigeant français. Il fut, entre autres, préfet de la Seine en septembre 1944 à la Libération, président de la SNCF (1946-1949) et président d'EDF (1952-1962).

## Biographie

### Jeunesse et Première Guerre mondiale
D'une famille du Sud-Ouest, il nait à Bergerac, fils de Joseph dit Emile Flouret (1865-1945), un imprimeur-libraire à Bergerac où il fut conseiller municipal de 1909 à 1919 et juge (et président quatre ans) du tribunal de commerce de 1907 à 1929, avant de terminer sa carrière comme bibliothécaire-archiviste de la ville de Libourne, chevalier de la Légion d'honneur, officier de l'Instruction publique, et de son épouse Marie Elise Augière (1869-1949).
Il sort de l'école polytechnique en 1912 et s'engage dans l'armée, dans le génie militaire. Sous-lieutenant le 2 août 1914, il s'oriente au début de la guerre vers l'aviation naissante, il est lieutenant aviateur le 2 août 1916 puis chef d'escadrille. Il sera blessé pendant le conflit et recevra la Croix de Guerre et 4 citations.

### Entre-deux-guerres et Guerre mondiale

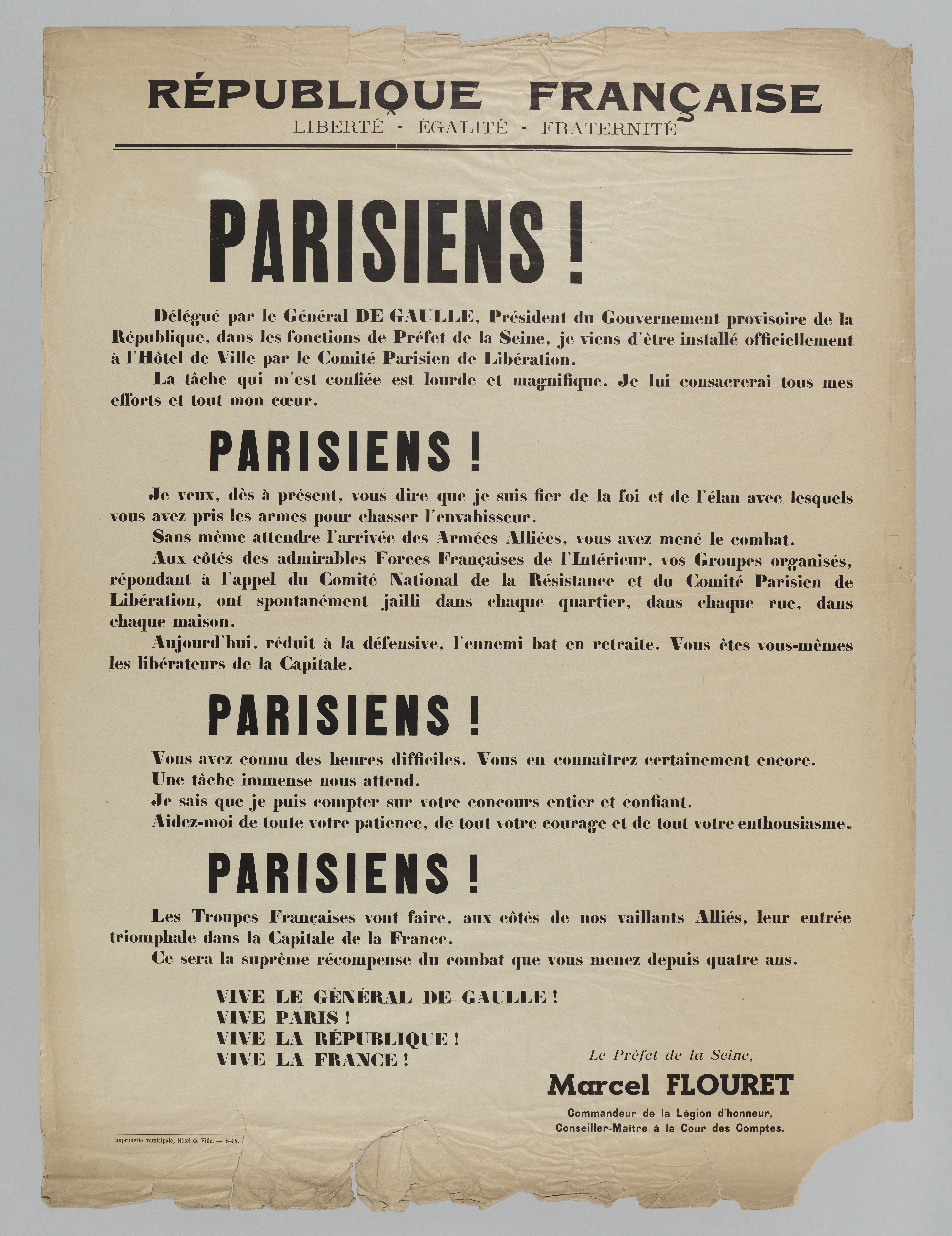
Le nouveau préfet de la Seine s’adresse aux Parisiens (1944).

Il est promu capitaine en 1920. De 1920 à 1925, il va mener différentes missions à l'étranger, à la mission aéronautique de contrôle en Autriche et en Hongrie, puis il part en Pologne où il enseigne à l'École de guerre et au Centre des hautes études militaires. À son retour en France, il est admis à l'École de guerre en mars 1925 mais est détaché au ministère des Finances comme sous-chef de cabinet de Joseph Caillaux en avril 1925 et il quitte l'armée quelques mois plus tard, en novembre, en entrant à la Cour des comptes comme conseiller référendaire de 2e classe. Il va alors poursuivre sa carrière dans les cabinets ministériels : chef du cabinet du ministre des Finances Vincent Auriol le 4 juin 1936, qu'il suit au ministère de la Justice comme  directeur du cabinet en juillet 1937 puis, toujours comme directeur du cabinet, quand celui-ci devient ministre chargé de la Coordination des services à la Présidence du Conseil en mars 1938. À la déclaration de guerre en septembre 1939, il est mobilisé comme lieutenant-colonel mais en avril 1940, il est nommé directeur du cabinet de Georges Monnet, ministre du Blocus, puis brièvement, du 18 juin au 12 juillet 1940, directeur du cabinet du ministre de l'Air le général Bertrand Pujo. En 1941, dans l'administration du régime de Vichy, il est président du Comité supérieur du coût de la vie. Il entre dans la Résistance sous le pseudonyme de « Février ». Le 20 août 1944, il entre dans l'Hôtel de Ville de Paris et le 2 septembre, il est nommé préfet de la Seine.

### Après guerre

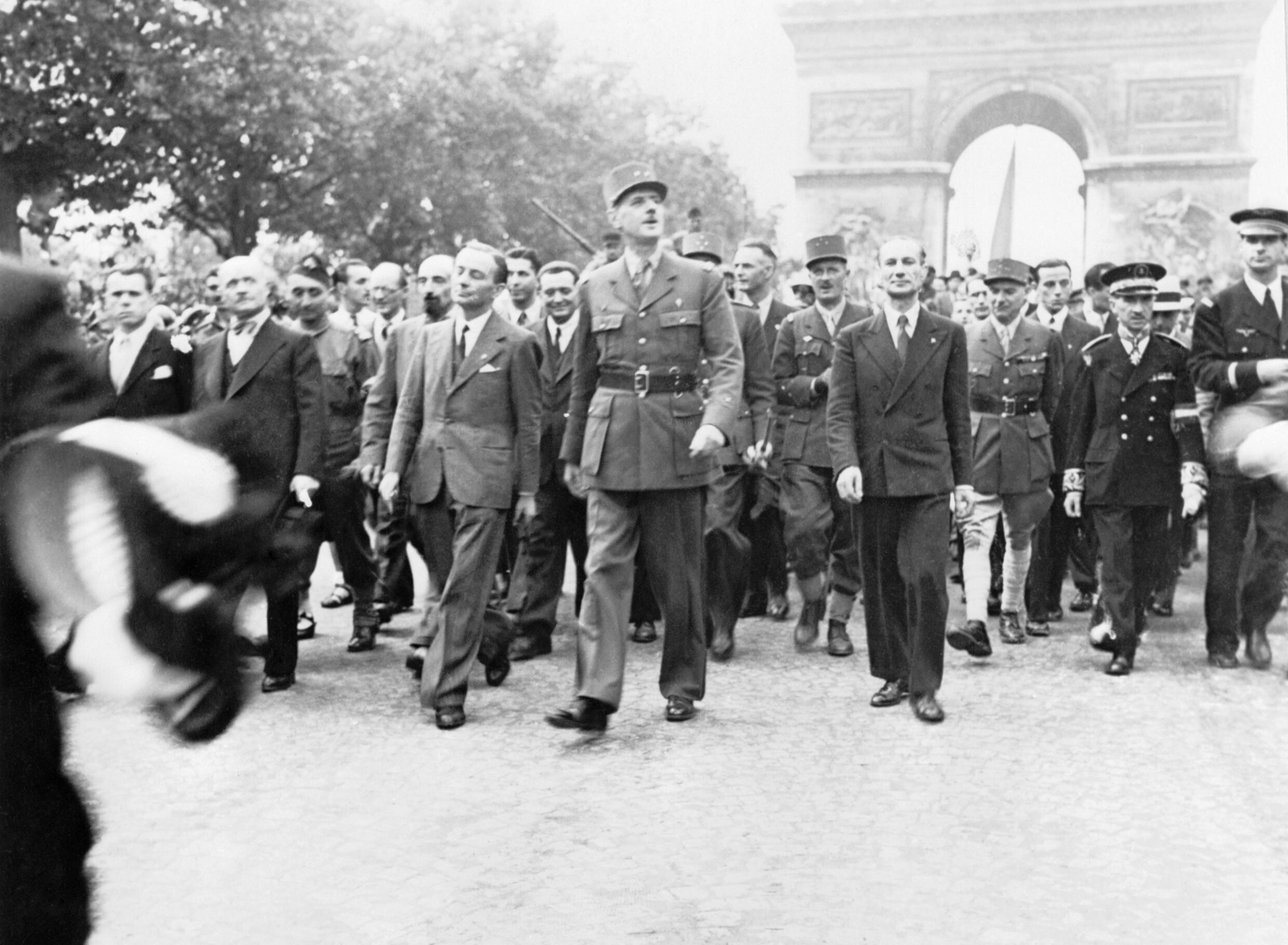
Lors de la descente des Champs Elysées le 27 août 1944 par le général De Gaulle. Marc Flouret est la deuxième à partir de la droite.

Il est président de la SNCF de septembre 1946 à mai 1949, période marquée par la reconstruction du réseau après la guerre,. Il investit fortement dans son électrification ce qui provoquera son départ, le ministre des Transports Christian Pineau, jugeant cette électrification excessive, le poussera à la démission et il est remplacé par Pierre Tissier.
Il est ensuite, en mai 1949, gouverneur de la Banque de l'Algérie et de la Tunisie puis président d'EDF de 1952 à 1962 dont il sera après président honoraire.

### Cour des comptes
Il fera carrière à la Cour des comptes mais sans y exercer, car toujours en disponibilité. Il sera ainsi conseiller référendaire de 1re classe le 8 mai 1934, conseiller maître le 1er septembre 1936, président de chambre le 7 novembre 1946 et président de chambre honoraire le 29 mars 1962.

### Autres fonctions
Marcel Flouret sera également président de la Commission consultative du cinéma, président de l'association du festival de Cannes, président de la société d'entraide des membres de la Légion d'honneur et en 1963, président de la société d'études du tunnel sous la Manche.
Franc-maçon, affilié en 1936 à la loge « La République », il est en 1954, lieutenant-commandeur du Suprême Conseil de France.

## Distinctions
- Grand-croix de la Légion d'honneur [7]
- Croix de guerre 1914–1918 [3]
- Commandeur de l'ordre de l'Économie nationale (1954)[8]
- Commandeur de l'ordre des Arts et des Lettres [3]
- Croix du combattant
- Médaille commémorative de la guerre 1914–1918
- Médaille interalliée de la Victoire
- Médaille de la Liberté avec palme d'argent (États-Unis)[6]
- Grand-croix de l'ordre du Nichan Iftikhar
- Grand officier de l'ordre du Ouissam alaouite
- Médaille d'Or de la ville de Paris[6]